# Eucalyptus patens
Eucalyptus patens är en myrtenväxtart som beskrevs av George Bentham. Eucalyptus patens ingår i släktet Eucalyptus och familjen myrtenväxter. Inga underarter finns listade i Catalogue of Life.